# Alpha (2025)
Alpha is een Frans-Belgische dramafilm uit 2025, geschreven en geregisseerd door Julia Ducournau. De hoofdrollen worden vertolkt door Golshifteh Farahani en Tahar Rahim.

## Verhaal
In de jaren 1980 wordt in een fictieve stad (geïnspireerd op New York) een elfjarig meisje door haar klasgenoten verstoten omdat er geruchten de ronde doen dat ze een nieuwe onbekende ziekte heeft.

## Rolverdeling
| Acteur              | Personage       |
| ------------------- | --------------- |
| Golshifteh Farahani | mama            |
| Tahar Rahim         | Amin            |
| Emma Mackey         | verpleegkundige |
| Finnegan Oldfield   | Leraar Engels   |
| Mélissa Boros       | Alpha           |
| Louai El Amrousy    | Adrien          |

## Productie
Ter voorbereiding van de film reisde Julia Ducournau naar New York om een van de oprichters van ACT UP te ontmoeten, een psychiater die gespecialiseerd is in transgenerationeel trauma en een hypnotherapeut die zich bezighoudt met regressie- en reïncarnatietherapie. Tahar Rahim verloor twintig kilo gewicht voor deze rol.
De film werd geproduceerd door Mandarin & compagnie (Eric Altmayer en Nicola Altmayer) en Petit Film (Jean des Forêts en Amélie Jacqu) in coproductie met het Belgische Frakas Productions (Jean-Yves Roubin en Cassandre Warnauts). Het Amerikaans onafhankelijk filmdistributiebedrijf Neon kocht de Noord-Amerikaanse distributierechten op de Marché du Film van het 77ste filmfestival van Cannes.

### Filmopnames
De filmopnames vonden plaats in Le Havre in september en oktober 2024. Vanaf 23 oktober werd een openbaar zwembad in Pont-Audemer gebruikt als filmlocatie, gekozen vanwege zijn "jaren 80"-look. Er werden 35 dagen gefilmd in Normandië, gevolgd door verdere opnames in Parijs tot november 2024.

## Release
Alpha ging op 19 mei 2025 in première op het Filmfestival van Cannes in de competitie voor de Gouden Palm.

## Prijzen en nominaties
De belangrijkste:
| Jaar | Prijs                   | Categorie   | Genomineerde(n) | Uitslag     |
| ---- | ----------------------- | ----------- | --------------- | ----------- |
| 2025 | Filmfestival van Cannes | Gouden Palm | Julia Ducournau | Genomineerd |